# Чернозерка (Новосибирская область)
Чернозерка — посёлок в Карасукском районе Новосибирской области. Входит в состав Благодатского сельсовета.

## География
Площадь посёлка — 24 гектара.

## Население
| 2002 | 2007 | 2010 |
| ---- | ---- | ---- |
| 235  | ↘199 | ↗204 |

## Инфраструктура
В посёлке по данным на 2007 год функционируют 1 учреждение здравоохранения, 1 образовательное учреждение.